# Dynastor macrosiris
Dynastor macrosiris är en fjärilsart som beskrevs av John Obadiah Westwood 1851. Dynastor macrosiris ingår i släktet Dynastor och familjen praktfjärilar. Inga underarter finns listade i Catalogue of Life.